# هیچ‌کس (فیلم ۲۰۰۷)
هیچ‌کس (انگلیسی: Nobody) فیلمی در ژانر ترسناک، جنایی، تخیلی، معمایی است.

## داستان
یک مرد سیاه با جنگ‌افزار و خاطراتی که به یاد می‌آورد.